# 莫龙塔
莫龙塔，是西班牙卡斯蒂利亚-莱昂萨拉曼卡省的一个市镇。 总面积28平方公里，总人口129人（2001年），人口密度5人/平方公里。